# Ginzo Uchida
Uchida Ginzo (内田銀蔵) est un historien japonais né le 4 mars 1872 et mort le 20 juillet 1919, précurseur de l'histoire économique au Japon.